# 丘晟
丘晟，福建將樂縣人，清朝政治人物，同進士出身。
康熙四十五年（1706年）丙戌科進士，擔任內閣中書。